# Алалуф, Эли
Эли Алалуф (ивр. אלי אלאלוף‎; род. 17 февраля 1945, Фес, Марокко) — израильский общественный и политический деятель. Заместитель генерального директора Еврейского агентства (1984—1992), генеральный директор благотворительного фонда «РАШИ» (1995—2012), депутат кнессета от партии «Кулану» (2015—2019). Лауреат Премии Израиля за жизненные достижения (2011).

## Биография
Родился в 1945 году в Фесе (Марокко), девятый из десяти детей в семье. Отец — убеждённый сионист — планировал репатриацию семьи в Израиль, но умер, не успев окончить приготовления, когда Эли было четыре года. Сам Эли в юности был активистом еврейских молодёжных организаций, после переезда семьи в Касабланку был волонтёром в еврейском сиротском приюте. В 1965 году посетил Израиль, где проходил подготовку в кибуце и курс молодёжных инструкторов в Иерусалиме. По возвращении в Марокко возглавил приют, в котором до этого работал волонтёром.
После Шестидневной войны переехал в Израиль, где поступил на отделение политологии Еврейского университета в Иерусалиме. Одновременно с учёбой работал в отделе по делам молодёжи и поселенческого движения Еврейского агентства и был активистом движения «Одед», занимавшегося интеграцией новых репатриантов из Марокко в израильскую марокканскую общину. С 1968 по 1978 год занимал пост председателя этой организации.
Когда накануне выборов в кнессет 9-го созыва в 1977 году руководство «Одеда» приняло решение о присоединении к Демократическому движению за перемены (ДАШ), Алалуф познакомился с лидером ДАШ Игаэлем Ядином. Тот пригласил его в команду своих сотрудников, и в период, когда Ядин занимал посты министра по развитию районов бедноты и заместителя премьер-министра, Алалуф входил в штат этих ведомств в ранге советника. В 1981 году вернулся в Еврейское агентство на должность генерального директора компании по реконструкции и развитию Иерусалима. Через три года был направлен в Беэр-Шеву, чтобы оттуда руководить развитием районов бедноты на юге Израиля, и этот город стал для Алалуфа постоянным местом жительства. В 1989—1992 годах он был членом городского совета Беэр-Шевы от независимого списка. С 1984 по 1992 год одновременно с руководством развитием Юга занимал также пост заместителя генерального директора Еврейского агентства.
В 1992 году был направлен в Женеву как представитель фонда «Керен ха-Йесод». В Швейцарии познакомился с Гюставом Левеном, президентом благотворительного фонда «РАШИ», и в 1995 году по его приглашению занял должность генерального директора этого фонда. Согласно сайту Премий Израиля, под руководством Алалуфа фонд, занимающийся поддержкой развития образования, здравоохранения и социального обеспечения молодёжи в беднейших районах, превратился в одну из ведущих благотворительных организаций Израиля. Алалуф оставался генеральным директором фонда до 2012 года и за год до этого стал в этом качестве лауреатом Премии Израиля за жизненные достижения.
В 2014 году Алалуф вошёл в состав предвыборного списка партии «Кулану», которую возглавлял министр социального обеспечения Моше Кахлон, и стал депутатом кнессета 20-го созыва от этой партии. В кнессете возглавлял комиссию по труду и благосостоянию, был также членом финансовой комиссии и подкомиссию по изучению готовности тыла. В январе 2018 года объявил, что не завершит политическую карьеру и «вернётся к жене» по окончании срока депутатских полномочий в кнессете 20-го созыва.
От жены Жизель у Эли Алалуфа был один ребёнок — сын Ишай. Помимо Премии Израиля, Алалуф удостоен почётных докторских степеней от беэр-шевского Университета имени Бен-Гуриона (2002) и хайфского Техниона (2010). Почётный гражданин городов Беэр-Шева, Кирьят-Шмона, Кармиэль, Бат-Ям и Сдерот.